# ماریو شیتوم
ماریو شیتوم (کرواتی: Mario Šitum؛ زادهٔ ۴ آوریل ۱۹۹۲) بازیکن فوتبال اهل کرواسی است.
از باشگاه‌هایی که در آن بازی کرده است می‌توان به باشگاه فوتبال دینامو زاگرب، باشگاه فوتبال اسپتزیا، باشگاه فوتبال لخ پوزنان و باشگاه فوتبال لوکوموتیو زاگرب اشاره کرد.
وی همچنین در تیم‌های ملی فوتبال زیر ۲۰ سال کرواسی، زیر ۲۱ سال کرواسی و کرواسی بازی کرده است.